# Samurai (manga)
Samurai (サムライ?) è un manga scritto da Takeshi Narumi e illustrato da Shin'ichi Hosoma. L'opera è stata serializzata da Gakken sulla rivista Tuttle-Mori Agency dal 1995 al 1996 e in seguito raccolta in tre volumi tankōbon. L'edizione italiana è stata pubblicata da settembre 1998 ad aprile 2002 dalla Jade in cinque albi.

## Storia
Ambientato a Edo, l'antica Tokyo, il manga tratta la storia del figlio adottivo del grande samurai Musashi Miyamoto, il quale eredita dal padre una forza straordinaria, ma conduce una vita assai sregolata dove l'alcool, il cibo e il sesso sono i cardini. Dagor Miyamoto è il nome del giovane, colui che possiede la spada della tigre bianca, un'arma in grado di uccidere gli zombi e i demoni con un solo fendente. L'azione è tutta immersa nel fantasy, ma i nemici principali ricordano tutti le figure chiave della Chiesa cattolica.
Dagor Miyamoto è in viaggio a Edo su invito di Okubo Hikosaemon. Lungo il viaggio incontra Miri Misato, una bella ragazza inseguita da una creatura simile a un morto vivente. Con la tecnica della tigre bianca Dagor sconfigge il mostro e salva la ragazza. Questa lo ringrazia e se ne va, lasciando dietro di sé una spilla con una croce, rivelando così la sua appartenenza a una setta segreta cristiana; tuttavia nell'età Tokugawa il Cristianesimo in Giappone era rigorosamente proibito. In città Dagor combatte con altri mostri e presto scopre che il mandante delle creature è l'ex cardinale Cristoforo Fereira, apostata adoratore del diavolo che ha fondato una setta satanica che prende il nome di Congregazione Devil. Lo scopo di questa congregazione è quello di impadronirsi dell'intero Giappone e il suo potere è tale da allertare sia lo Shōgun, che il ministro della guerra Yaghiu. Intanto il giovane figlio di Musashi Miyamoto fa conoscenza con la bella Yuki Otori e con Jubei Yaghiu, figlio diseredato del ministro e abile spadaccino.
I piani della Congregazione Devil non si fermano. Sotto la guida di Suor Sofia e del misterioso Cavaliere Nero la setta uccide molte persone, tra cui un medico amico di Dagor, e rapisce Miri Misato. Quest'ultima è effettivamente a capo di una comunità cristiana e Fereira vuole sacrificarla sull'altare del diavolo. Infiltratosi nel covo della Congregazione Devil, Dagor è costretto col ricatto ad arrendersi, ma l'intervento di Rikimaru salva lui e Miri. Ad affrontare Dagor per primo è il Cavaliere Nero, che dopo essere stato sconfitto libera la sua essenza malvagia e la trasferisce nelle vergini creando così una sorta di "blob" umano. Con un nodo al cuore Dagor si vede costretto ad eliminare tutte quelle donne, che comunque lo implorano di morire. Una volta sfuggito dal quartier generale della Congregazione, trova all'esterno Jubei Yaghiu stremato e ridotto in fin di vita ad opera di Fereira. Così Dagor si appresta a batterlo e nel frattempo sopraggiunge Yuki Otori che tiene occupata Suor Sofia. Nel corso dello scontro Fereira spiega a Dagor che lui odia la Chiesa cristiana, poiché sua moglie fu straziata e uccisa da un seguace che tradì la confraternita. Dagor in un primo momento si impietosisce all'ascolto della vicenda e la sua tigre bianca non ha effetto; ma quando Miri Misato viene colpita a morte, il suo spirito si risveglia e grazie alla tigre bianca della sua katana e al pavone luminoso della spada di Yuki, uccidono Fereira e Sofia, riportando la pace in Giappone.

## Personaggi
Dagor Miyamoto
È il figlio adottivo del celebre eroe giapponese Musashi Miyamoto. Tuttavia conduce uno stile di vita tutt'altro che irreprensibile: ama il cibo, il sesso e, pur possedendo l'unica arma in grado di uccidere i demoni e gli zombi che portano distruzione nel Paese, preferisce sollazzarsi coi suoi numerosi vizi.
Cardinale Cristoforo Fereira
È il capo della congregazione Devil, già gesuita, ora perseguita i cristiani con l'obiettivo di conquistare il governo di Edo.
Suor Sofia
Figlia di Cristoforo, per essere una ragazza è molto forte.
Ghido Numata
Scienziato in grado di far resuscitare i morti con le secrezioni femminili.
Cavaliere Nero
Ha l'incarico di rapire le vergini.
Yuki Otori
Voleva vendicarsi di Dagor ritenendolo erroneamente responsabile dello sterminio della propria famiglia, ma poi se ne innamora.
Hikosaemon Okudo
Lo shōgun al quale Dagor è stato affidato dal padre.
Miri Misato
Capo della congregazione segreta dei cristiani di Edo.
Rikimaru
Guardia del corpo di Miri.
Yagu neri
Sono un'organizzazione governativa segreta dello Shogun di Edo che ha il compito di combattere chiunque minacci il paese.
Reika Yagu
Comandante degli Yagu neri, figlia del Ministro della Guerra Numeru Yagu.
Jubei Yagu
Fratello di Reika, ha rotto con la propria famiglia e si fa chiamare principe Junogi.